# Berwick Township (Illinois)
Pour les articles homonymes, voir Berwick Township.
Berwick Township est un township du comté de Warren dans l'Illinois, aux États-Unis,. En 2010, le township comptait une population de 327 habitants.

## Source de la traduction
- (en) Cet article est partiellement ou en totalité issu de l’article de Wikipédia en anglais intitulé « Berwick Township, Warren County, Illinois » (voir la liste des auteurs).